# Korfball

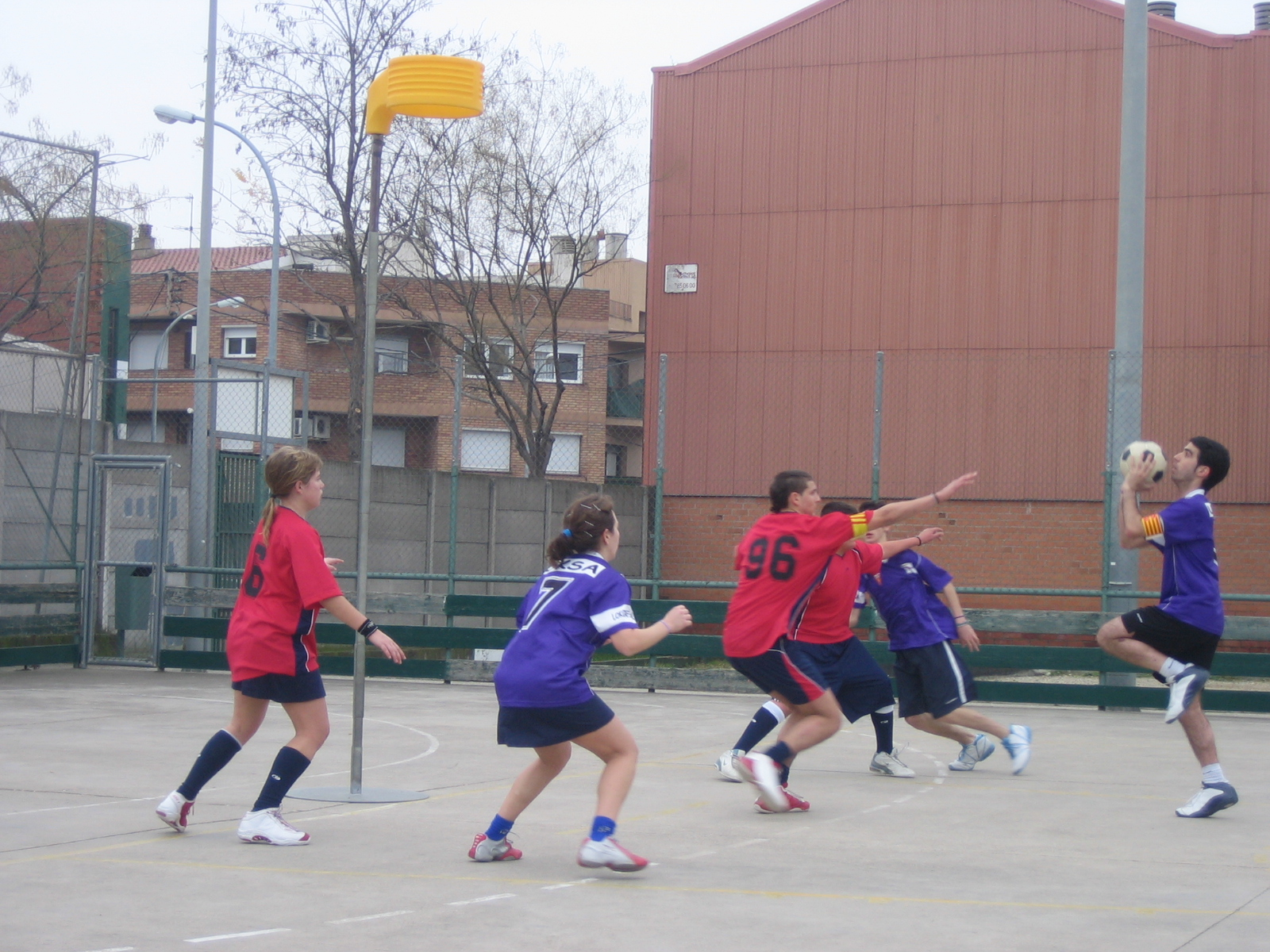
Spielsituation im Korfball

Die Sportart Korfball (nl. korfbal) wurde von dem Niederländer Nico Broekhuysen entwickelt und im Jahre 1902 publik gemacht. Broekhuysen nannte die neue Sportart nach dem niederländischen Wort Korf (deutsch: „Korb“). Das Korfball-Spiel ähnelt dem Basketball und Korbball.

## Anfänge

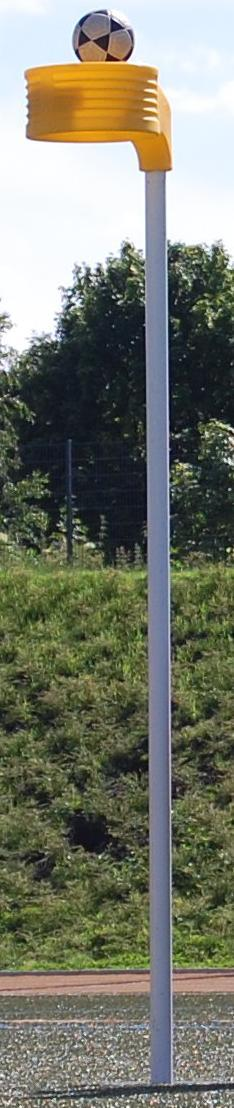
Korfballkorb

Bereits 1903 wurde in den Niederlanden die Nederlandsche Korfbal Bond gegründet.
Korfball wurde bei den Olympischen Spielen 1920 und 1928 als Demonstrationssportart vorgestellt.
Schon 30 Jahre nach der Gründung der NKB (später KNKB, noch später KNKV) wurde 1933 die International Korfball Federation gegründet.

## Spielregeln
- Ziel des Spiels ist es, mehr Körbe als das gegnerische Team zu erzielen. Dazu muss der Ball von oben nach unten durch den Korb geworfen werden.
- Ein Team besteht aus vier Frauen und vier Männern.
- Die Körbe befinden sich im Gegensatz zum Basketball nicht am Ende des Spielfeldes, sondern ein Sechstel der Spielfeldlänge im Feld. Außerdem hängen sie höher (3,5 m) und sind nicht mit einem Brett hinter dem Korb ausgestattet. Es kann also von allen Seiten geworfen werden.
- Gespielt wird auf zwei gleich großen Spielfeldhälften, in denen je zwei Männer und zwei Frauen (die ein so genanntes Fach bilden) aus einem Team stehen. Das eine Fach ist für den Angriff zuständig, das andere für die Verteidigung. Nach je zwei erzielten Treffern wechseln die Mannschaftshälften die Aufgaben.
- Ein Spieler darf nicht auf den Korb werfen, wenn er verteidigt wird. Beim Korfball erfolgt die Verteidigung des Gegenspielers symbolisch, indem sich der Verteidiger zwischen dem Korb und dem Angreifer befindet und dabei ausreichend nahe („Armlängenabstand“) an diesem steht. Der Verteidiger signalisiert seine Verteidigung, indem er einen Arm hochhält, in Richtung Angreifer streckt und diesen dabei anschaut.[1] (§3.6n)
- Frauen dürfen nur von Frauen verteidigt werden und Männer nur von Männern.
- Dribbeln und Laufen/Gehen mit dem Ball ist nicht erlaubt. Allerdings sind Sternschritte (ein Bein darf bewegt werden, solange das andere an seinem Platz bleibt) zulässig.
- Korfball ist ein körperkontaktarmes Spiel. Sperren, Halten oder härteres Vorgehen gegen Gegner ist nicht erlaubt.
- Der Ball darf dem Gegner nicht aus der Hand geschlagen oder genommen werden.
- Regelverstöße werden mit einem Neustart (leichte Regelverstöße), mit einem Freiwurf (schwere Regelverstöße) oder mit einem Strafwurf (Regelverstöße, die das Verlorengehen einer Korbchance zur Folge haben) geahndet. Ein Neustart wird von der Stelle des Regelverstoßes ausgeführt. Freiwurf und Strafwurf werden vom Strafwurfpunkt, der sich 2,50 m vor dem Korb befindet, ausgeführt. Nur beim Strafwurf darf der ausführende Spieler direkt auf den Korb werfen.[1] (§3.6)

### Varianten

#### Beachkorfball/Streetkorfball
Beim Beach- bzw. Streetkorfball wird auf einem quadratischen Spielfeld gespielt, in dessen Mitte sich der Korb befindet. Die Mannschaften bestehen aus vier Spielern (zwei Männern und zwei Frauen). Wenn sich die Mannschaft in Ballbesitz befindet, ist in der Wechselzone (eine vor dem Spiel festgelegte Spielfeldseite) ein fliegender Wechsel möglich.
Wenn der Ball von der verteidigenden Mannschaft abgefangen wurde, muss der Ball in einen markierten Bereich in den Ecken des Spielfelds gespielt werden (d. h. der ballbesitzende Spieler muss mit mindestens einem Fuß im markierten Bereich stehen), bevor die Mannschaft angreifen darf. Würfe aus den markierten Eckbereichen zählen zwei Punkte. Nach einem erzielten Punkt erhält diejenige Mannschaft den Anwurf, die gepunktet hat. Der Anwurf wird aus einem beliebigen Eckbereich ausgeführt.

#### Monokorfball
Beim Monokorfball entfällt die Teilung des Spielfelds in zwei Hälften und die Aufteilung der Mannschaft in Angriffs- und Verteidigungsfach. Monokorfball wird in der Regel auf deutlich kleineren Spielfeldern mit maximal vier Spieler pro Mannschaft gespielt.
In Deutschland wird nur in der F-Jugend-Klasse nach Monokorfball-Regeln gespielt.

## Korfball in Deutschland
In Deutschland zählt Korfball zu den Turnspielen, ist aber nach wie vor eher unbekannt. Regelmäßiger Spielbetrieb findet nur in den Landesturnverbänden Westfälischer Turnerbund (WTB) und Rheinischer Turnerbund (RTB) statt. Zwei Schwerpunkte in Deutschland befinden sich im Rheinland, in Westfalen sowie im Ruhrgebiet. Aber auch im übrigen Deutschland finden sich vereinzelt Vereine, teilweise eingebunden in den Hochschulsport der Universitäten. Nachdem die deutsche Junioren-Nationalmannschaft bei der Junioren-WM in Duisburg im November 2004 überraschend den dritten Platz belegt hatte, hoffte man, in Verbindung mit den World Games 2005, Korfball in Deutschland populärer zu machen.
International sind die Niederlande und Belgien tonangebend. Die meisten EM- oder WM-Endspiele werden von diesen Ländern bestritten.
Die deutsche Korfballnationalmannschaft repräsentiert Deutschland im Korfball.

## Weltmeisterschaften
Die Korfballweltmeisterschaft, organisiert von der International Korfball Federation (kurz IKF), findet seit 1978 alle vier Jahre statt.

International Korfball Federation

|      | Jahr | Ausrichter            | Weltmeister | Vizemeister | Dritter                    |
| ---- | ---- | --------------------- | ----------- | ----------- | -------------------------- |
| I    | 1978 | Niederlande           | Niederlande | Belgien     | Bundesrepublik Deutschland |
| II   | 1984 | Belgien               | Niederlande | Belgien     | Bundesrepublik Deutschland |
| III  | 1987 | Niederlande           | Niederlande | Belgien     | Großbritannien             |
| IV   | 1991 | Belgien               | Belgien     | Niederlande | Republik China (Taiwan)    |
| V    | 1995 | Indien                | Niederlande | Belgien     | Portugal                   |
| VI   | 1999 | Australien            | Niederlande | Belgien     | Großbritannien             |
| VII  | 2003 | Niederlande           | Niederlande | Belgien     | Tschechische Republik      |
| VIII | 2007 | Tschechische Republik | Niederlande | Belgien     | Tschechische Republik      |
| IX   | 2011 | China                 | Niederlande | Belgien     | Taiwan                     |
| X    | 2015 | Belgien               | Niederlande | Belgien     | Republik China (Taiwan)    |
| XI   | 2019 | Südafrika             | Niederlande | Belgien     | Republik China (Taiwan)    |

## DTB Meisterschaften
Die DTB Korfball Regionalliga Nord-West ist die höchste deutsche Korfball Liga. Zurzeit spielen sieben Vereine in der höchsten deutschen Spielklasse um die DTB Meisterschaft. Seit der Saison 2015/16 werden in der Regionalliga Play-offs – im Modus Best-Of-Three zwischen den Plätzen 1 und 2 – gespielt. Das bedeutet, dass nach Abschluss der Saisonspiele zusätzliche Play-offs stattfinden, die den deutschen Meister hervorbringen und darüber hinaus über die Startplätze beim IKF Europa-Cup und IKF Europa Shield entscheiden.
Platz 1 belegt einen Startplatz beim IKF Europa-Cup, Platz 2 einen Startplatz beim IKF Europa Shield.
|      | Jahr | Platz 1                     | Platz 2                     | Platz 3                     |
| ---- | ---- | --------------------------- | --------------------------- | --------------------------- |
| I    | 2008 | KV Adler Rauxel             | KC Grün-Weiß ’67            | TuS Schildgen ’32           |
| II   | 2009 | KV Adler Rauxel             | HKC Albatros Henrichenburg  | Selmer KV '71               |
| III  | 2010 | KV Adler Rauxel             | Schweriner KC ’67           | TuS Schildgen ’32           |
| IV   | 2011 | KV Adler Rauxel             | SG Pegasus Rommerscheid ’91 | Schweriner KC ’67           |
| V    | 2012 | Schweriner KC ’67           | KV Adler Rauxel             | SG Pegasus Rommerscheid ’91 |
| VI   | 2013 | SG Pegasus Rommerscheid ’91 | Schweriner KC ’67           | KV Adler Rauxel             |
| VII  | 2014 | Schweriner KC ’67           | SG Pegasus Rommerscheid ’91 | KV Adler Rauxel             |
| VIII | 2015 | SG Pegasus Rommerscheid ’91 | Schweriner KC ’67           | TuS Schildgen ’32           |
| IX   | 2016 | KV Adler Rauxel             | SG Pegasus Rommerscheid ’91 | Schweriner KC ’67           |
| X    | 2017 | SG Pegasus Rommerscheid '91 | KV Adler Rauxel             | TuS Schildgen ’32           |
| XI   | 2018 | SG Pegasus Rommerscheid '91 | Schweriner KC ’67           | TuS Schildgen ’32           |
| XII  | 2019 | SG Pegasus Rommerscheid '91 | KV Adler Rauxel             | TuS Schildgen '32           |
| XIII | 2020 | KV Adler Rauxel             | TuS Schildgen '32           | SG Pegasus Rommerscheid '91 |

## Schiedsrichter
Für die Leitung des Spieles ist er allein und ausschließlich verantwortlich.
Zu seinen Aufgaben gehören:
- die Entscheidung über die Eignung der Halle, des Spielfelds und Spielgeräts und Beobachtung aller Änderungen, die während des Spiels auftreten können.
- die Beachtung und Anwendung der Spielregeln.
- die Benutzung der offiziellen Zeichen, um seine Entscheidung zu verdeutlichen.
- das Eingreifen, wenn eine Mannschaft einen unfairen Vorteil durch Umstände außerhalb des Spiels erzielt.
- die Bekanntmachung des Beginns, der Unterbrechung, der Wiederaufnahme und der Beendigung des Spieles mittels eines Pfeifsignals
- Maßnahmen gegen ungebührliches Benehmen der Spieler, des Trainers, der Ersatzspieler oder anderen, zur Mannschaft gehörenden Personen ergreifen.
  - Im Falle ungebührlichen Benehmens kann der Schiedsrichter jeder der vorgenannten Personen verwarnen (gelbe Karte) oder die betreffende Person des Spielbereichs verweisen (rote Karte).
- Maßnahmen gegen die Einmischung durch das Publikum ergreifen.

### Schiedsrichter-Assistent
In jedem Spiel ist ein Schiedsrichter-Assistent anwesend, dessen Aufgabe es ist, den Schiedsrichter in der Leitung des Spiels zu unterstützen.
Der Schiedsrichter-Assistent trägt eine Flagge, die er benutzt, um die Aufmerksamkeit des Schiedsrichters darauf zu lenken, dass der Ball „ausgegangen“ ist sowie auf jeden anderen Regelverstoß, der in seinem Bereich begangen wurde. Der Schiedsrichter kann den Schiedsrichter-Assistenten bitten, ihn bei anderen vordefinierten Aufgaben zu unterstützen.

## Korfball-Ligen in Deutschland
- DTB Regionalliga Nord-West
  - Die DTB Korfball Regionalliga Nord-West ist die höchste deutsche Korfball-Liga in Deutschland und eine der beiden Seniorenligen der Korfball Liga NW. Aktuell spielen 7 Mannschaften in der Regionalliga um die deutsche Meisterschaft.
- DTB Oberliga Nord-West
  - Die DTB Korfball Oberliga Nord-West ist die zweithöchste deutsche Korfball-Liga in Deutschland und eine der beiden Seniorenligen der Korfball Liga NW. Aktuell spielen 7 Mannschaften in der Oberliga um die Meisterschaft und um den Aufstieg in die Regionalliga.
- DTB A-Jugend Nord-West
  - Die A-Jugend-Liga Nord-West ist eine im Jahr 2016 neu eingeführte überregionale Jugend-Liga der Korfball Liga NW für Spieler der Altersklasse 16–18 Jahre. Aktuell spielen 3 Mannschaften in der A-Jugend-Liga Nord-West. Am Ende der Saison treffen die beste westfälische A-Jugend-Mannschaft gegen die beste rheinische A-Jugend-Mannschaft erneut aufeinander und spielen ein Endspiel um die deutsche Meisterschaft in der A-Jugend aus.
- WTB Verbandsliga
  - Die WTB Verbandsliga ist die höchste westfälische Korfball-Liga und zusammen mit der RTB Verbandsliga die dritthöchste deutsche Senioren Korfball-Liga in Deutschland. Der Meister der WTB Verbandsliga spielt gegen den Meister der RTB Verbandsliga um den Aufstieg in die DTB Korfball Oberliga Nord-West.
- WTB Gauliga
  - Die WTB Gauliga ist eine eigens für Korfball-Freizeitteams bestehende Seniorenliga in Westfalen. Sie nimmt nicht an Auf- und Abstiegswettkämpfen teil. Der Meister der WTB Gauliga spielt am Ende der Saison gegen den Meister der RTB Hobby-Liga um die deutsche Meisterschaft im Freizeitkorfball.
- WTB Jugendligen
  - Die Jugendmannschaften spielen Meisterschaften in ihren Altersklassen aus. Am Ende der Saison spielen die Meister der jeweiligen Altersklasse gegen die Meister der rheinischen Altersklassen um die deutsche Meisterschaft.
    - WTB B-Jugend für Spieler der Altersklasse 14–16
    - WTB C-Jugend für Spieler der Altersklasse 12–14
    - WTB D-Jugend für Spieler der Altersklasse 10–12
    - WTB E-Jugend für Spieler der Altersklasse 8–10
    - WTB F-Jugend für Spieler der Altersklasse 6–8
- RTB Verbandsliga
  - Die RTB Verbandsliga ist die höchste rheinische Korfball-Liga und zusammen mit der WTB Verbandsliga die dritthöchste deutsche Senioren Korfball-Liga in Deutschland. Der Meister der RTB Verbandsliga spielt gegen den Meister der WTB Verbandsliga um den Aufstieg in die DTB Korfball Oberliga Nord-West.
- RTB Hobby-Liga
  - Die RTB Hobby-Liga ist eine eigens für Korfball-Freizeitteams bestehende Seniorenliga im Rheinland. Sie nimmt nicht an Auf- und Abstiegswettkämpfen teil. Der Meister der RTB Hobby-Liga spielt am Ende der Saison gegen den Meister der WTB Gauliga um die deutsche Meisterschaft im Freizeitkorfball.
- RTB Jugendligen
  - Die Jugendmannschaften spielen Meisterschaften in ihren Altersklassen aus. Am Ende der Saison spielen die Meister der jeweiligen Altersklasse gegen die Meister der westfälischen Altersklassen um die deutsche Meisterschaft.
    - RTB B-Jugend für Spieler der Altersklasse 14–16
    - RTB C-Jugend für Spieler der Altersklasse 12–14
    - RTB D-Jugend für Spieler der Altersklasse 10–12
    - RTB E-Jugend für Spieler der Altersklasse 8–10
    - RTB F-Jugend für Spieler der Altersklasse 6–8

## Korfballteams in Deutschland

### Korfballvereine im WTB
| Verein                            | Vereinssitz      |
| --------------------------------- | ---------------- |
| EKC Phoenix 07 e. V.              | Oer-Erkenschwick |
| FC 26 Erkenschwick e. V.          | Oer-Erkenschwick |
| Henrichenburger KC Albatros '78   | Castrop-Rauxel   |
| Ickerner Korfball Club            | Castrop-Rauxel   |
| KC Grün-Weiß '67                  | Castrop-Rauxel   |
| Korbjäger Lünen                   | Lünen            |
| KV Adler-Rauxel e. V.             | Castrop-Rauxel   |
| Schweriner KC e. V. '67           | Castrop-Rauxel   |
| Selmer Korfball Verein 1971 e. V. | Selm             |
| SV Stockum                        | Werne Stockum    |
| Titania                           | Oer-Erkenschwick |

### Korfballvereine im RTB
| Verein                            | Vereinssitz       |
| --------------------------------- | ----------------- |
| Homberger TV                      | Duisburg          |
| If e.V Köln                       | Köln              |
| Oberodenthaler SC                 | Odenthal          |
| SG Pegasus Rommerscheid '91 e. V. | Bergisch Gladbach |
| TuS 05 Quettingen e. V.           | Leverkusen        |
| TuS Schildgen '32 e. V.           | Bergisch Gladbach |
| TuS Wesseling 1911 e. V.          | Wesseling         |
| TV Ensen-Westhoven                | Köln              |
| TV Blecher                        | Odenthal          |
| TV Voiswinkel                     | Odenthal          |

### Korfballvereine außerhalb des WTB und RTB
| Verein                      | Vereinssitz | Verband                             |
| --------------------------- | ----------- | ----------------------------------- |
| Korfball G.B. München e. V. | München     | Bayerischer Turnspielverband (BTSV) |
| MTV Hohenkirchen 1867 e. V. | Wangerland  | Niedersächsischer Turner-Bund       |
| TuS Neuenhaus               | Neuenhaus   | Niedersächsischer Turner-Bund       |
| TV Bunde e. V. 1909         | Bunde       | Niedersächsischer Turner-Bund       |
| SVK Beiertheim              | Karlsruhe   | Badischer Turner-Bund               |
| VfB Ulm                     | Ulm         | Schwäbischer Turner-Bund            |

### Korfballteams an deutschen Universitäten
| Uni-Team                             | Verband                               |
| ------------------------------------ | ------------------------------------- |
| Korfballteam der Universität Berlin  | Berliner Turn- und Freizeitsport-Bund |
| Korfballteam der Universität Essen   | Westfälischer Turnerbund              |
| Korfballteam der Universität Münster | Westfälischer Turnerbund              |
| Korfballteam der Universität Ulm     | Schwäbischer Turner-Bund              |
| R.F.W. Bonn                          | Rheinischer Turnerbund                |